# Phạm Minh Tuấn (quần vợt)
Phạm Minh Tuấn (sinh ngày 19 tháng 10 năm 1993 tại Đà Nẵng) là một trong những vận động viên có nhiều kinh nghiệm thi đấu nhất trong đội tuyển quần vợt Việt Nam. Anh sinh ra và lớn lên tại Thành phố Đà Nẵng. Anh theo đuổi đam mê và quyết tâm chọn tennis trở thành môn thể thao sẽ gắn bó với mình trong suốt sự nghiệp sau này.

## Sự nghiệp
Phạm Minh Tuấn được biết đến với kỹ năng tuyệt vời và phong cách thi đấu khá linh hoạt, khả năng vận động nhanh và đánh trái tay rất sắc bén, đặc biệt là trong các trận đấu đơn.
Năm 2013, Minh Tuấn lần đầu tiên đánh bại Lý Hoàng Nam để lên ngôi vô địch đơn nam Giải Quần vợt quốc gia
Phạm Minh Tuấn nổi lên trong giai đoạn từ 2014 trở về sau khi anh liên tiếp góp mặt trong các trận chung kết ở các trận đấu lớn tại Việt Nam. Vì vậy mà anh được ban huấn luyện triệu tập vào đội tuyển tennis Việt Nam dự Davis Cup và SEA Games. Đây cũng được coi là năm mở đầu cho những thành công về sau của Phạm Minh Tuấn khi anh đem về cho mình chiếc HCB tại đại hội thể dục thể thao toàn quốc.
Năm 2015, Minh Tuấn giữ vững phong độ ổn định và đánh bại Trịnh Linh Giang trong trận chung kết Giải quần vợt các tay vợt xuất sắc 2015 sau ba sét đấu cân não để chính thức đăng quang ngôi vô địch.
Năm 2017 được xem là dấu ấn quan trọng nhất trong sự nghiệp thi đấu của Phạm Minh Tuấn khi anh liên tiếp mang về liên tiếp 2 chức vô địch cấp quốc gia.
Tháng 9 năm 2018, Phạm Minh Tuấn gây chấn động trong làng tennis Việt Nam khi tuyên bố giải nghệ, dừng sự nghiệp của mình ở tuổi 24 để tập trung vào công việc kinh doanh gia đình. Lúc đó, anh đã đạt được nhiều danh hiệu quốc gia và được xem là tay vợt số 2 Việt Nam, có đủ khả năng để cạnh tranh với tay vợt số 1 Việt Nam, Lý Hoàng Nam, ở các giải đấu trong hệ thống VTF.
Sau 5 tháng chia tay quần vợt Minh Tuấn quay lại đầu quân cho CLB Hưng Thịnh TP.HCM với hợp đồng thi đấu vô thời hạn.“ TP.HCM là chiếc nôi quần vợt Việt Nam, có nhà tài trợ tâm huyết, có định hướng đầu tư quần vợt lâu dài và trọng nhân tài”, Phạm Minh Tuấn giải thích về việc quay trở lại với quần vợt, chọn TP.HCM để gắn bó.
Năm 2019, Phạm Minh Tuấn tham dự nhiều giải lớn nhỏ. Đầu tiên là giải VTF Master 500 lần 1 ở Tây Ninh nhưng dừng bước tại vòng 2 trước tay vợt Việt kiều Daniel Nguyễn, tiếp đến là giải VTF Pro 200 ở Bình Định hồi đầu tháng 4 - giành hạng nhì đơn nam sau khi thua Nguyễn Văn Phương ở chung kết, kế tiếp là giải đồng đội toàn quốc ở Tây Ninh hồi giữa tháng 5 - giúp Hưng Thịnh TP.HCM giành HCB.
Đặc biệt tại giải VTF Master 500 lần 2 diễn ra hồi đầu tháng 6/2022 tại Lạng Sơn, anh đã xuất sắc lập cú đúp danh hiệu vô địch đơn nam và đôi nam (cùng Lê Quốc Khánh) khi quật ngã đôi hạt giống số 1 Lý Hoàng Nam / Trịnh Linh Giang.
Cũng trong năm 2019 Phạm Minh Tuấn góp mặt trong đội hình đội tuyển quần nam quốc gia thi đấu tại Giải đồng đội Davis Cup nhóm III - Khu vực châu Á Thái Bình Dương
Năm 2022, với những nỗ lực không biết mệt mỏi anh có tên trong bảng xếp hạng quần vợt nhà nghề thế giới sau khi có chiến thắng ở vòng chính giải quần vợt ITF World Tennis Tour M15 Kuching Malaysia.
Năm 2023, tại Giải Quần vợt vô địch Quốc gia 2023 – Cúp Nam Long diễn ra vào tháng 10 tại khu đô thị WaterPoint (Long An), Phạm Minh Tuấn đã vô địch nội dung đôi nam cùng tay vợi Nguyễn Minh Phát (TP.HCM)

## Đời tư
Đầu năm 2018 với người đồng nghiệp Đan Thy.